# A este lado del paraíso
A este lado del paraíso es la primera novela del escritor estadounidense F. Scott Fitzgerald, publicada en 1920. Su título procede de un pasaje del poema Tiare Tahiti de Rupert Brooke.
El libro cuenta y analiza la moral del joven protagonista en tiempos de guerra. Amory Blaine, un alumno rico y apuesto estudiante de la Universidad de Princeton que ocupa la mayor parte de su tiempo escribiendo. Sus vivencias están rodeadas de romanticismo, tan ansiado en América tras los sufrimientos de la pasada era bélica pero que sólo le conducirán a una profunda desilusión. En sus últimas novelas, Fitzgerald tiende a desarrollar los temas del amor pervertido por la avaricia y la búsqueda de prestigio.
Muchos críticos creen que la figura del protagonista, Amory Blaine, está basada en el mismo Fitzgerald, quien, como Amory, estudió en Princeton antes de ser reclutado por el ejército. La publicación de la novela en 1920 por Scribner supuso el primer impulso en la carrera y notoriedad de Fitzgerald como brillante escritor. El éxito que le proporcionó la publicación de esta novela le permitió contraer matrimonio con una mujer de buena sociedad Zelda Sayre de Montgomery, Alabama.